# ...Baby One More Time (singolo)
...Baby One More Time è il singolo d'esordio della cantante statunitense Britney Spears, pubblicato il 29 settembre 1998 come primo estratto dal primo album in studio omonimo.
Il testo, scritto da Max Martin e prodotto da Martin, Denniz Pop e Rami, parla del dispiacere dovuto alla decisione di finire una storia d'amore, e narra di come lei vorrebbe riconciliarsi con lui, sperando che la "colpisca un'altra volta" (hit me baby one more time).
Il successo della canzone è dovuto soprattutto all'orecchiabilità del ritornello e alla heavy rotation in radio e televisione (soprattutto dai canali musicali come MTV), che hanno reso l'aspetto da "Lolita" della nemmeno diciassettenne Spears nel videoclip (un'uniforme da scolaretta statunitense e un'acconciatura coi codini) una caratteristica della cantante nel corso della sua carriera. Il singolo vende in tutto il mondo 10 milioni di copie.
Il video è entrato nella classifica stilata da Rolling Stone dei migliori video musicali della storia, nella posizione 30.
È il singolo di maggior successo in tutta la carriera della Spears. Negli Stati Uniti la canzone diventa la sua prima numero uno nella Billboard Hot 100 che riconquisterà dopo ben nove anni, nel 2008 quando il singolo Womanizer raggiunse la vetta della classifica. La prima apparizione di Britney Spears in Italia con ...Baby One More Time è stata al Festivalbar, di cui era ospite eccezionale in una sola puntata.

## Descrizione

### Origine e storia
(Britney Spears parlando a Chuck Taylor della rivista Billboard)
Nel giugno 1997, la Spears era in trattative con il manager Lou Pearlman per unirsi al gruppo pop femminile Innosense. Lynne Spears chiese l'opinione dell'amico di famiglia e avvocato del mondo dello spettacolo Larry Rudolph e gli sottopose un nastro di Britney che cantava in karaoke sopra la base di una canzone di Whitney Houston, insieme ad alcune fotografie della ragazza. Rudolph decise di volerla presentare a delle etichette discografiche, quindi aveva bisogno di un demo professionale. Perciò inviò alla Spears una canzone inutilizzata di Toni Braxton; la fece provare per una settimana e registrare la sua voce in uno studio d'incisione con un ingegnere del suono. Britney Spears viaggiò fino a New York con il demo e si incontrò con i dirigenti di quattro etichette discografiche diverse, ritornando a Kentwood nello stesso giorno. Tre etichette la rifiutarono, sostenendo che il pubblico voleva gruppi pop come i Backstreet Boys e le Spice Girls, e che "non ci sarebbero state un'altra Madonna, un'altra Debbie Gibson o un'altra Tiffany". Due settimane dopo, la dirigenza della JIVE Records rispose alle chiamate di Rudolph. Il vice presidente Senior del reparto A&R Jeff Fenster dichiarò circa il provino della Spears: «È molto raro sentire qualcuno di quell'età che può offrire contenuti emotivi e attrattiva commerciale. [...] Per ogni artista, la motivazione - l'"occhio della tigre" - è estremamente importante. E Britney lo aveva». Le fissarono un appuntamento per lavorare per un mese con il produttore Eric Foster White. Dopo aver ascoltato il materiale inciso, il presidente Clive Calder ordinò che venisse registrato un album intero.
Fenster chiese al produttore Max Martin di incontrare la Spears a New York, dopodiché di tornare in Svezia per scriverle una manciata di canzoni con un collaboratore di lunga data, Denniz Pop. Però Pop era malato, quindi Martin chiese al produttore Rami Yacoub di aiutarlo. Quando sei canzoni furono pronte, la Spears volò ai Cheiron Studios di Stoccolma, Svezia, dove metà dell'album fu registrata nel maggio 1998, prodotta da Martin, Pop e Yacoub.
Martin mostrò alla Spears e al suo management una traccia intitolata Hit Me Baby One More Time, che era stata offerta originariamente alla boy band Backstreet Boys e al gruppo R&B TLC; tuttavia, il brano era stato rifiutato da entrambi. La Spears disse in seguito che si era emozionata quando aveva sentito il pezzo per la prima volta e che sapeva che sarebbe stato un disco di successo. «Noi di JIVE abbiamo detto: "Questo è un ... successo», ha rivelato Stephen Lunt, il dirigente A&R dell'etichetta all'epoca; tuttavia, altri dirigenti erano preoccupati che le parole "Hit Me" ("colpiscimi") presenti nel titolo avrebbero potuto favorire la violenza domestica, e quindi vollero che il titolo cambiasse in un più allusivo ...Baby One More Time.
La Spears ha registrato la sua voce per la canzone nel maggio 1998 ai Cheiron Studios. Si racconta che rimase sveglia fino a tardi la notte ad ascoltare Tainted Love dei Soft Cell per ottenere il ringhio che voleva: «Volevo che la mia voce fosse un po' arrugginita». La Spears rivelò di "non essere andata per niente bene il primo giorno in studio [registrando la canzone]": «Ero semplicemente troppo nervosa. Così sono uscita quella sera e mi sono divertita. Il giorno dopo ero completamente rilassata e ho capito. Devi essere rilassata per cantare ...Baby One More Time». La canzone venne prodotta da Denniz Pop, Martin e Rami, e mixata da Martin ai Cheiron Studios. Thomas Lindberg suonò la chitarra nel pezzo, mentre Johan Carlberg si occupò del basso. I cori di sottofondo furono forniti da Spears, Martin e Nana Hedin. La Spears incise anche una canzone intitolata Autumn Goodbye, scritta e prodotta da Eric Foster White, che fu pubblicata come b-side di ...Baby One More Time. La traccia fu registrata nel 1998 ai 4MW East Studios in New Jersey.
...Baby One More Time fu pubblicata come singolo di debutto di Britney Spears il 23 ottobre 1998 dalla Jive Records, quando la ragazza aveva solo sedici anni. Britney ha detto che ...Baby One More Time è una delle tre canzoni preferite del suo repertorio, insieme a Toxic e He About to Lose Me.

## Video musicale

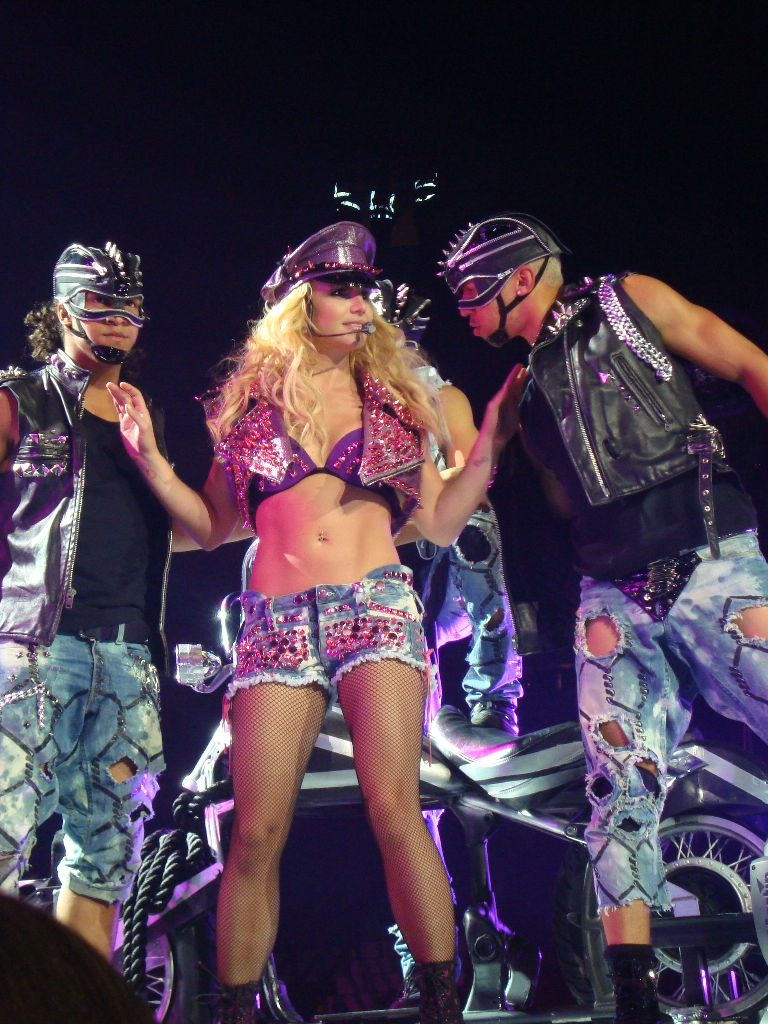
Britney Spears canta ...Baby One More Time nel 2011 durante il Femme Fatale Tour.

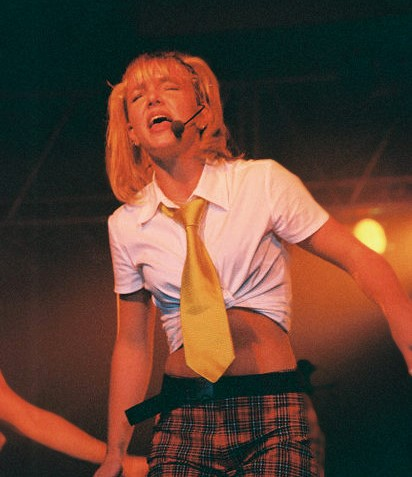
Britney Spears nel 1999

Il video musicale fu diretto da Nigel Dick. Dopo essere stato scelto, Dick fu criticato da alcuni colleghi perché avrebbe lavorato con Britney Spears. Egli rispose dicendo: «È una grande canzone. Non so nulla di Britney. Non ho mai guardato The Mickey Mouse Club. Sembra una brava ragazzina ed è molto entusiasta, ma adoro la canzone. È proprio una bella canzone». Le riprese si svolsero il 7 e 8 agosto 1998 presso la Venice High School di Los Angeles, la stessa scuola superiore dove era stato girato nel 1978 il film Grease.
È uno dei videoclip in cui si vede Britney apparire in molti ruoli o personaggi, sempre riferiti ad uno stesso tema.
Il video inizia con un lampo di luce accecante, che si dissipa rivelando le gambe di alcuni banchi di high school. In uno di questi, una ragazza vestita da scolara (Britney) sta battendo annoiata il piede destro su una gamba del proprio banco, vista da una professoressa occhialuta e rigida. L'orologio batte i secondi mentre la scolara attende con pazienza l'arrivo della ricreazione, quando suona la campanella e tutti si risistemano le loro cose.
Fa lo stesso anche Britney, che esce sorridente dall'aula, seguita da un gruppo di ragazzi, e si posiziona nel corridoio principale della scuola. Inizia la sua coreografia coordinata dai ragazzi, mentre un'altra Britney è appoggiata sul proprio armadietto da sola, mentre intona le parole della canzone in modo evocativo, e un'altra ragazza (sempre la cantante) balla insieme al suo gruppo. Poi tutti corrono dal corridoio, preceduti ancora dalla Britney sorridente, che solleva il viso verso la camera con i capelli liberi e sciolti, dei pantaloni leggeri e una maglietta rosa casual.
Anche qui comincia a ballare, mentre vediamo un'altra ragazza (la Spears) poggiata su macchina color blu oltremare dov'è seduta. Mentre la ragazza continua a cantare, la Spears (con la maglietta rosa) fa delle acrobazie supportata dai ragazzi, per poi essere circondata da loro per uno stacchetto ritmato e scalpitante. Dopo la ritroviamo in palestra, con una maglietta gialla ed un pallone da basket abbracciato dalla Spears sulle gambe, mentre questa vede un ragazzo e sembra più malinconica.
Alla fine un altro lampo di luce fa notare un ragazzo che striscia le gambe sul pavimento della palestra dove avviene il ballo; poi si vede Britney vestita da scolara e dopo, un clone della cantante nella palestra che è aiutata dal suo gruppo a compiere l'ultimo stacchetto e alla fine alza la gamba sinistra fino al viso.
La campanella però suona e Britney si volta, notando la professoressa urtata dai ragazzi, ed un altro lampo di luce si dissolve nell'aula mentre Britney si mette una mano sulla guancia e sorride, seguita da un oscuramento della telecamera.

### Accoglienza
La succinta uniforme da scolaretta indossata da Britney Spears nel video è considerata uno degli abbigliamenti più iconici nella musica pop ed è in mostra presso l'Hard Rock Hotel and Casino di Las Vegas, Nevada. Il vestito generò anche alcune proteste da parte di associazioni di genitori in quanto lasciava scoperto l'ombelico di un'adolescente. La Spears affrontò le critiche dicendo: «Io che mostro la pancia? Vengo dal sud; sei stupido se non indossi un reggiseno sportivo [quando] vai a lezione di danza, ti suderà il culo!». Nel 1999, il video di ...Baby One More Time fece guadagnare alla Spears le sue prime tre nomination agli MTV Video Music Award, nelle categorie Best Pop Video, Best Choreography, e Best Female Video. In una lista compilata da VH1 nel 2001, 
il videoclip è stato elencato al numero novanta nella classifica dei migliori video di tutti i tempi. Nel settembre 2011 il video si è classificato in quarta posizione nella lista dei dieci video musicali pop più controversi di sempre, stilata da AOL. Il 19 aprile 2014 è stato certificato da Vevo per aver raggiunto 100 000 000 visualizzazioni, ...Baby One More Time è il primo video degli anni novanta ad essere certificato da Vevo, inoltre la Spears è la prima artista donna ad avere avuto certificazioni Vevo in tre decenni diversi.

## Esecuzioni dal vivo
La Spears si è esibita "live" con questa canzone agli MTV Video Music Awards del 1999 insieme alla Boy band 'N Sync. Inoltre la cantante ha eseguito il brano in ogni suo tour mondiale.

## Tracce
Questi sono i formati e tracklist dei più importanti singoli pubblicati di ...Baby One More Time.
Australia Single CD
1. …Baby One More Time – 3:30
2. …Baby One More Time (Instrumental) – 3:30
3. Autumn Goodbye – 3:41
4. …Baby One More Time (Davidson Ospina Club Mix) – 5:40
5. Enhanced With "…Baby One More Time" Video

Europe 2-Track CD
1. Baby One More Time – 3:30
2. Baby One More Time (Instrumental) – 3:30

UK CD 1/Europe Single CD
1. …Baby One More Time – 3:30
2. …Baby One More Time (Sharp Platinum Vocal Remix) – 8:11
3. …Baby One More Time (Davidson Ospina Club Mix) – 5:40

UK Limited Edition CD 2
1. …Baby One More Time – 3:30
2. …Baby One More Time (Instrumental) – 3:30
3. Autumn Goodbye – 3:41

Japan Promo CD
1. …Baby One More Time (Spoken Introduction Full) – 0:12
2. …Baby One More Time (Spoken Introduction Edit) – 0:04
3. …Baby One More Time – 3:30

U.S. CD Single
1. …Baby One More Time – 3:30
2. Autumn Goodbye – 3:41
3. Enhanced with "…Baby One More Time" Video

U.S. 12" Vinyl
Side A
1. …Baby One More Time (Davidson Ospina Club Mix) – 5:40
2. …Baby One More Time (Davidson Ospina Chronicles Dub) – 6:30
3. …Baby One More Time – 3:30

Side B
1. …Baby One More Time (Sharp Platinum Vocal Remix) – 8:11
2. …Baby One More Time (Sharp Trade Dub) – 6:50

International Deluxe Edition Single
1. …Baby One More Time (Alternative Version) – 3:53
2. …Baby One More Time (Alternative Instrumental) – 3:40

## Formazione
- Britney Spears – voce, cori
- Max Martin, Rami Yacoub – produzione, tastiere, programmazione
- Johan Carlberg – chitarra
- Tomas Lindberg – basso
- Max Martin, Nana Hedin – cori

## Remix e altre versioni
Remix ufficiali e pubblicati:
- Davidson Ospina Radio Edit — 03:26
- Davidson Ospina Club Mix — 05:43 dal cd singolo originale pubblicato alla fine del 1998
- Davidson Ospina Club Mix Edit — 04:38 dalla raccolta B In The Mix The Remixes rilasciata alla fine del 2005
- Davidson Ospina Chronicles Dub — 06:34
- Boy Wunder Radio Mix — 03:27
- Sharp Platinum Vocal Mix — 08:09
- Sharp Trade Dub — 06:49
- Wade Robson Remix — 4:44 (Used On The "Wade Robson Project: Dance Beat Vol. 1" Album)
- Answering Machine Message — 00:20

Remix non usciti/Remix non ufficiali
- A cappella (03:29)
- Wade Robson Remix - Used for the Dream Within a Dream Tour performance
- Wade Robson Remix (Instrumental)
- Lenny Bertoldo X Remix (05:02)
- Lenny Bertoldo X Radio Mix (03:30)
- Cabaret Version - Used for The Onyx Hotel Tour performance
- ...Baby One More Time (from Kung Fu Panda 4) - Tenacious D

## Classifiche

### Classifiche settimanali
| Classifica (1999) | Posizione massima |
| ----------------- | ----------------- |
| Australia         | 1                 |
| Austria           | 1                 |
| Belgio (Fiandre)  | 1                 |
| Belgio (Vallonia) | 1                 |
| Danimarca         | 1                 |
| Finlandia         | 1                 |
| Francia           | 1                 |
| Germania          | 1                 |
| Irlanda           | 1                 |
| Italia            | 1                 |
| Norvegia          | 1                 |
| Nuova Zelanda     | 1                 |
| Paesi Bassi       | 1                 |
| Regno Unito       | 1                 |
| Stati Uniti       | 1                 |
| Svezia            | 1                 |
| Svizzera          | 1                 |

### Classifiche di fine anno
| Classifica (1999) | Posizione |
| ----------------- | --------- |
| Australia         | 2         |
| Austria           | 3         |
| Belgio (Fiandre)  | 1         |
| Belgio (Vallonia) | 1         |
| Francia           | 7         |
| Germania          | 3         |
| Nuova Zelanda     | 12        |
| Paesi Bassi       | 3         |
| Stati Uniti       | 5         |
| Svezia            | 8         |
| Svizzera          | 3         |

### Classifiche di fine decennio
| Classifica (1990-99) | Posizione |
| -------------------- | --------- |
| Austria              | 59        |
| Stato Uniti          | 78        |

## Riconoscimenti
| Anno | Cerimonia                      | Premi                                   | Risultati |
| ---- | ------------------------------ | --------------------------------------- | --------- |
| 1999 | Teen Choice Awards             | Choice Single                           | Vinto     |
| 1999 | MTV Video Music Awards         | Best Female Video                       | Nominata  |
| 1999 | MTV Video Music Awards         | Best Pop Video                          | Nominata  |
| 1999 | MTV Video Music Awards         | Best New Artist                         | Nominata  |
| 1999 | M6/Mellier Premier Clip Awards | Best Music Video                        | Vinto     |
| 1999 | MTV Europe Music Awards        | Best Song                               | Vinto     |
| 2000 | Grammy Awards                  | Best Female Pop Vocal Performance       | Nominata  |
| 2014 | Vevo Certified                 | Vevo Certified                          | Vinto     |
| 2020 | Rolling Stone                  | miglior singolo di debutto della storia | Vinto     |

## Eredità
(Il giornalista della rivista Rolling Stone Rob Sheffield commentando l'impatto della canzone)
Nel 2020, Rolling Stone posizionò la canzone al primo posto nella lista "100 Greatest Debut Singles of All Time". Robert Kelly di Billboard ha osservato che la voce "sexy e timida" della Spears nella traccia "ha dato il via a una nuova era di stili vocali pop che avrebbero influenzato innumerevoli artisti a venire". …Baby One More Time è stata classificata alla posizione numero 25 nella lista delle più grandi canzoni pop dal 1963, stilata da Rolling Stone e MTV nel 2000. Blender indicò la canzone alla nona posizione nella classifica "The 500 Greatest Songs Since You Were Born". Il brano è stato inoltre giudicato "la seconda migliore canzone degli anni novanta" da VH1 e in una lista compilata nel 2003, è stato indicato al primo posto nella classifica "100 Best Songs of the Past 25 Years". Bill Lamb di About.com posizionò ...Baby One More Time al primo posto nella lista "Top 40 Pop Songs of All Time". Il video musicale è stato votato il terzo filmato promozionale pù influente nella storia della musica pop in un sondaggio indetto da Jam!. …Baby One More Time è anche uno dei singoli di maggior successo commerciale di sempre, con oltre nove milioni di copie vendute, e fece guadagnare a Britney Spears la prima nomination ai Grammy nella categoria Best Female Pop Vocal Performance.
Rolling Stone scrisse che lei "ha guidato l'ascesa del teen pop post-millennial; ... coltivando un misto di innocenza ed esperienza che ha generato molti soldi". Barbara Ellen di The Observer scrisse: "La Spears è notoriamente una delle adolescenti più "vecchie" che il pop abbia mai prodotto, quasi di mezza età in termini di concentrazione e determinazione. Molti diciannovenni non hanno nemmeno iniziato a lavorare a quell'età, mentre Britney, una ex Mouseketeer, era il più insolito e volatile dei fenomeni americani; - una bambina con una carriera a tempo pieno. Mentre altre bambine stavano mettendo poster sui loro muri, Britney voleva essere il poster sul muro. Mentre altri bambini crescono al loro proprio ritmo, Britney si stava sviluppando a un ritmo fissato dall'industria dell'intrattenimento americana ferocemente competitiva".
Scott Plagenhoef del sito web Pitchfork scrisse: "Canzoni come Smells Like Teen Spirit dei Nirvana, Nuthin' But a "G" Thang di Dr. Dre e ...Baby One More Time di Britney Spears, alterarono il panorama della cultura pop così rapidamente in gran parte perché sono stati consegnati simultaneamente in tutti gli angoli degli Stati Uniti da MTV. ... La capacità di MTV di inserire una canzone e un musicista nella conversazione sulla musica pop non aveva precedenti all'epoca, e alla fine del decennio ciò significava livelli assurdi di impegno sia finanziario che creativo per i video musicali". Evan Sawdey di PopMatters commentò che il concetto "malizioso" della Spears per il videoclip musicale fu il vero responsabile del suo immediato successo, dicendo che, come risultato, la cantante "ha ottenuto un enorme singolo n. 1, ha inavvertitamente iniziato il boom del teen pop della fine degli anni '90 e ha creato un personaggio pubblico per se stessa che era allo stesso tempo adatto ai bambini e pura fantasia maschile. I suoi video sono stati trasmessi sia su MTV che su Disney Channel allo stesso tempo, mostrando quanto la Spears (e il suo esercito di gestori di pubbliche relazioni) sia riuscita a camminare su quella linea sottile tra l'idolo pop adatto alle famiglie e un oggetto sessuale sfacciato".

## Cover
- I Travis hanno realizzato una cover live di questo brano.
- Nel 2008 la cantante spagnola Angy Fernández nel suo album d'esordio ha realizzato una cover di questa canzone
- Nel 2009 la band metalcore statunitense August Burns Red ne ha realizzata una reinterpretazione in chiave metalcore per la compilation Punk Goes Pop 2.
- Il 13 luglio 2009, durante un suo concerto ad Oakland, Tori Amos esegue una versione particolare di Baby One More Time[73][74].
- Nel 2010 il cast della serie televisiva Glee ha realizzato una cover per l'episodio della seconda stagione Britney/Brittany.
- Nel 2022 le cantanti italiane Emma e Francesca Michielin hanno eseguito il brano durante la quarta serata del Festival di Sanremo, dedicata alle cover.
- Nel 2024 i Tenacious D hanno realizzato una cover del brano per la colonna sonora del film Kung Fu Panda 4.